# 2 francos, 40 pesetas
2 francos, 40 pesetas és una pel·lícula espanyola dirigida i protagonitzada per Carlos Iglesias, estrenada el 28 de març de 2014. És la segona part de la pel·lícula del mateix director Un franco, 14 pesetas, estrenada el 5 de maig de 2006.

## Sinopsi
Han passat set anys des que Martín i la seva família van deixar Suïssa i van tornar a Madrid. Ara, en 1974, amb motiu del bateig del segon fill de Marcos, els antics amics es retrobaran i es produirà una nova invasió d'espanyols que revolucionarà Uzwil.

## Repartiment
- Nieve de Medina - Pilar
- Carlos Iglesias - Martín
- Isabel Blanco - Hanna
- Isabel Stoffel - Erika
- Eloísa Vargas - Luisa
- Javier Gutiérrez - Marcos
- Adrián Expósito - Pablo
- Luisber Santiago - Juan
- Tina Sainz - Hortensia
- Roberto Álvarez - Arturo
- Lolita Flores

## Producció
Segons el director, va reprendre la història de la primera per suggeriment d'un seguidor del seu compte de twitter, però aquesta vegada en to de comèdia, ja que entre mig d'ambdues pel·lícules havia rodat el drama Ispansi (¡Españoles!). Fou rodada en sis setmanes, 4 d'elles al cantó de Sankt Gallen amb la col·laboració de la televisió suïssa i de la vall de Toggenburg.

## Nominacions
XXIV Premis de la Unión de Actores
| Categoria                    | Persona         | Resultat |
| ---------------------------- | --------------- | -------- |
| Millor actor protagonista    | Carlos Iglesias | Nominat  |
| Millor actriu de repartiment | Tina Sainz      | Nominada |